# 젠 머리
젠 머리(영어: Jenn Murray, 1986년 4월 1일 ~ )는 북아일랜드의 배우이다. 2008년 《도러시 밀스》로 영화계에 데뷔했다. 해리 포터 시리즈의 스핀오프 영화 《신비한 동물 사전》에 캐스팅되었다.

## 작품 목록
- 브루클린 - 돌로레스 역
- 신비한 동물 사전 - 체스티티 역
- 레이디 수잔 - 루시 맨워링 역
- 말레피센트 2 - 게르다 역